# Edith Hamilton

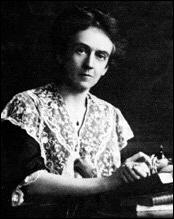
Edith Hamilton circa 1897

Edith Hamilton (* 12. August 1867 in Dresden; † 31. Mai 1963 in Washington, D.C.) war eine deutsch-amerikanische Lehrerin und Schriftstellerin. Sie gilt als bedeutende Vermittlerin des antiken Erbes in den USA des 20. Jahrhunderts.

## Leben
Bereits zwei Monate nach der Geburt kehrte ihre Mutter, die in Deutschland Verwandte besucht hatte, mit ihr nach Amerika zurück. Edith Hamilton wuchs als ältestes von fünf Kindern in einer sehr auf Bildung bedachten Familie auf, und schon im Alter von sieben Jahren lernte sie auf Drängen ihres Vaters Latein, kurz darauf Griechisch. Zu diesem Zeitpunkt hatte sie bereits angefangen, ebenfalls Deutsch und Französisch zu lernen. Mit 16 besuchte sie zusammen mit ihren drei Schwestern die bekannte auf das Studium an der Universität vorbereitende Mädchenschule Miss Porter’s School in Farmington (Connecticut), fühlte sich intellektuell aber nicht sehr herausgefordert, da alle Klassen freie Wahlfächer waren.
1894 schloss sie nach zweijährigem Studium der Klassischen Altertumswissenschaft das Bryn Mawr College nahe Philadelphia, Pennsylvania, als Master of Arts ab. Sie erhielt als herausragende Studentin ihres Jahrgangs ein European Fellowship Stipendium, das ihr ermöglichte, ein Jahr im Ausland zu studieren. 1895–1896 ging sie mit ihrer Schwester, der späteren Hygiene-Ärztin Alice Hamilton, nach Deutschland, wo die beiden an der Universität Leipzig und an der Universität München als Gasthörerinnen an Vorlesungen teilnahmen.
Nach ihrer Rückkehr in die USA 1896 wurde Edith Hamilton Direktorin der Bryn Mawr Preparatory School in Baltimore, Maryland. Sie führte die Schule mit Enthusiasmus zu großem Erfolg.
1922 ging sie in den Ruhestand und begann ihre schriftstellerische Karriere, die ihren Ruhm begründete. 1930 veröffentlichte sie mit The Greek Way ihr bedeutendstes Werk, in dem sie einen Überblick über die Geburt des Westens durch die Errungenschaften des klassischen Griechenlands gab. 1942 erschien mit Mythology ihr populärstes Buch, das bis heute aufgelegt wird und noch immer an amerikanischen Schulen als Lehrbuch verwendet wird.
1957 wurde ihr die Ehrenbürgerwürde der Stadt Athen verliehen. Sie erhielt viele Auszeichnungen und Preise und wurde ebenfalls in diesem Jahr in die American Academy of Arts and Letters gewählt.
1967 erschien ihre offizielle Biographie "Edith Hamilton: An Intimate Portrait", verfasst von ihrer Freundin und ehemaligen Studentin Doris Fielding Reid, mit der sie fast 40 Jahre lang in ihrem Haus in Maine (während der Sommermonate) und in Reids Wohnung in New York City zusammen gelebt hatte.
Edith Hamilton wird ein großer Einfluss auf Schriftsteller, Intellektuelle und Politiker nachgesagt. So hat beispielsweise Jacqueline Kennedy nach der Ermordung ihres Mannes John F. Kennedy dessen Bruder Robert F. Kennedy Hamiltons The Greek Way zur Lektüre empfohlen; dieses Werk soll ihn tief beeindruckt und geprägt haben. Sie pflegte spätestens ab 1943, als sie begann, die Winter in Washington, D.C. zu verbringen, einen regen Austausch mit anderen bekannten Literaten, so z. B. der Schriftstellerin Karen Blixen (Pseudonym Isak Dinesen bzw. Tania Blixen), dem Historiker Arnold J. Toynbee und den Dichtern Robert Frost und Ezra Pound.

## Schriften (Auswahl)
- The Greek Way, 1930
- The Roman Way, 1932
- The Prophets of Israel, 1936
- Three Greek Plays, 1937
- Mythology: Timeless Tales of Gods and Heroes, 1942
- The Golden Age of Greek Literature, 1943
- Witness to the truth. Christ and his interpreters, 1948
- Spokesmen for God. The great teachers of the Old Testament, 1949
- The Echo of Greece, 1957
- Ever-present Past, 1964